# Референдум в Швейцарии по недобросовестной конкуренции (1944)
Референдум в Швейцарии по недобросовестной конкуренции проходил 29 октября 1944 года. Избирателей спрашивали, одобряют ли они федеральный закон о недобросовестной конкуренции. Федеральный закон был одобрен 52,9% голосов.

## Избирательная система
Референдум по федеральному закону был факультативным и требовал для одобрения большинство голосов избирателей.

## Результаты
| Выбор                                | Голосов   | %    |
| ------------------------------------ | --------- | ---- |
| За                                   | 343 648   | 52,9 |
| Против                               | 305 770   | 47,1 |
| Пустых бюллетеней                    | 22 482    | –    |
| Недействительных бюллетеней          | 2 569     | –    |
| Всего                                | 674 469   | 100  |
| Зарегистрированных избирателей/ Явка | 1 324 498 | 50,9 |
| Источник: Nohlen & Stöver            |           |      |